# Сєвєроморськ-2 (аеродром)

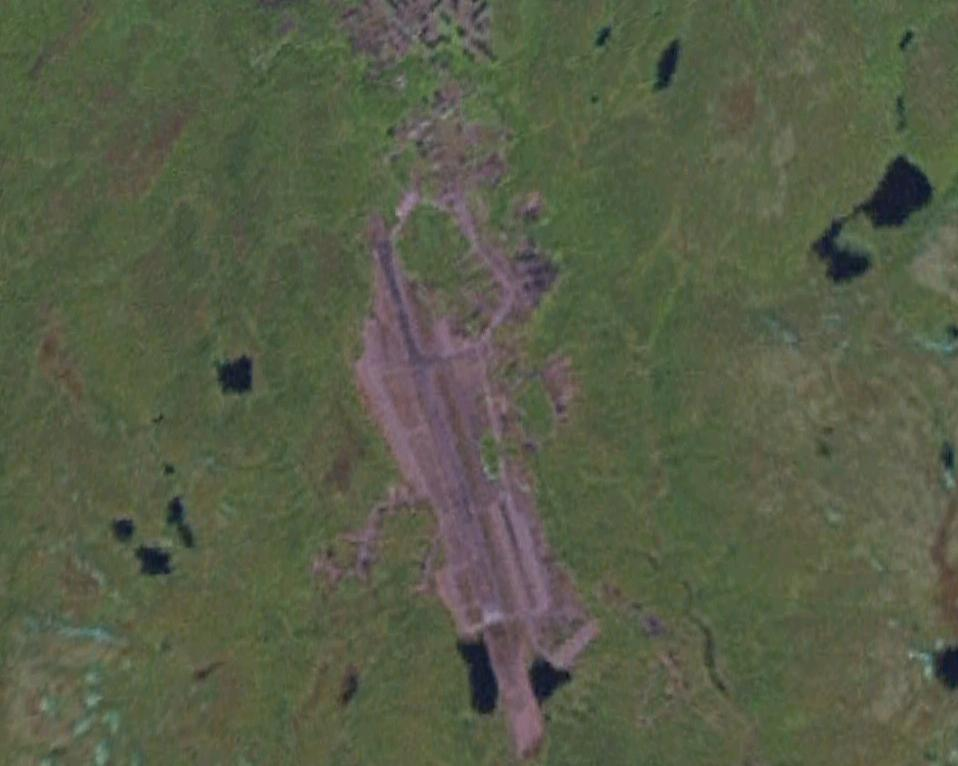
Сєвєроморськ-2 із повітря

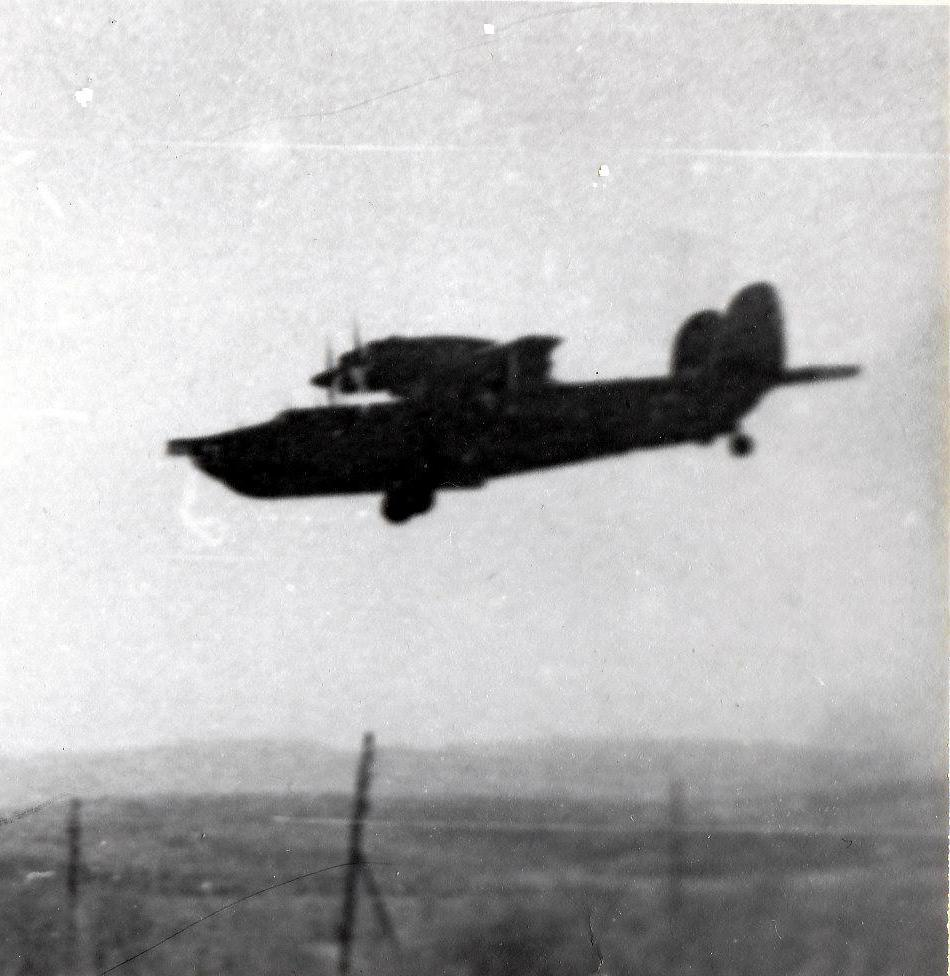
Літак Бе-12 заходить на посадку на аеродром Сєвєроморськ-2, 1970-ті роки

Сєвєроморськ-2 — частково закритий військовий аеродром Північного флоту в Мурманській області, розташований в 7 км на південний захід від міста (ЗАТО) Північноморська і за 11 км на північний схід від Мурманська.

## Історія
Сучасну назву аеродром Сєвєроморськ-2 отримав після Указу Президії Верховної ради РРФСР від 18 квітня 1951 року про перетворення робітничого селища Ваенга на місто Сєвєроморськ.
Ще з часів Другої світової війни Ваєнга-2 був відомим серед льотно-технічного складу як Малий аеродром. У ці роки на аеродромах Північного флоту відбувається переміщення та переформування морських та сухопутних авіаційних підрозділів, особового складу та техніки. Зокрема, серед інших авіаційних частин у Ваєнга-2 базувався 2-й гвардійський змішаний авіаційний полк ВПС Північного флоту ЗС РФ. Звідси 30 травня 1942 року для прикриття з повітря конвою PQ-16 вилетіла група винищувачів P-40 «Кіттіхоук». Під час повітряного бою загинув командир полку двічі герой СРСР Борис Сафонов. З весни 1943 аеродром стає базовим для 46 штурмового авіаційного полку. 10 травня з аеродрому Ягідник прибуває 1АЕ, а трохи згодом дві інші авіаескадрильї цього підрозділу.
Після війни до 1960 року на аеродромі базувалася 107-ма винищувальна авіаційна дивізія ВПС ПФ. Дивізія складалася з трьох винищувальних авіаційних полків: 614 ВАП (командир — Герой Радянського Союзу полковник Попов) та 516 ВАП (командир — Герой Радянського Союзу полковник Діденко) на МіГ-17 і 524 ВАП на перехоплювачах Як-25 (командир — підполковник Потапов). Дивізія була розформована наприкінці 1960 року. 524-й винищувальний авіаційний полк перевели до складу 10-ї армії ППО і перебазували на аеродром у селищі Лєтнєозерський за 120 км на південь від Архангельська.
20 травня 1960 з аеродрому Шонгуй на аеродром Сєвєроморськ-2 передислокується 830-й окремий авіаційний вертолітний полк на вертольотах Ка-15 і Мі-4. Надалі полк оснащувався новою технікою: Мі-6, Ка-25, Ка-27, Мі-14, Ка-29. З 1970 року його екіпажі беруть участь у тривалих бойових походах із базуванням на кораблях ВМФ РФ. 21 червня 1976 року авіагрупа у складі 10 вертольотів Ка-25 здійснила переліт на Чорноморський флот для участі у міжфлотському переході нового важкого авіаносного крейсера «Київ» із Севастополя до Сєвєроморська. Під час перельоту над Карелією було втрачено один борт, екіпаж загинув. У 1979 році на основі двох корабельних вертолітних ескадрилій 830 ОПЛВП з базуванням на аеродром Сєвєроморськ-2 було сформовано 38-й окремий корабельний протичовновий вертолітний полк.
У 1968 році, після завершення переучування з гідролітака Бе-6 на літак-амфібію Бе-12, на аеродром перебазується з Губи Грязної (селище Сафоново) 403 окремий протичовновий авіаційний полк дальньої дії. Для прийому цих важких машин на аеродромі було проведено реконструкцію, на ЗПС сталеві плити К-1-Д були замінені на бетонні.
Якийсь час базувався також 912-й окремий транспортний авіаполк.
У 1960-і роки однойменне селище при аеродромі було перейменовано на Сафоново-1. Аеродром зберіг за собою назву Сєвєроморськ-2.
Після холодної війни, у 1998 році аеродром закрили, авіаційні частини перевели на аеродром Сєвєроморськ-1. У наступні роки аеродромні споруди та руліжні смуги зазнали розграбування. На серпень 2017 зайнятий військовими під базу БПЛА.